# 담소광
담소광(중국어 정체자: 譚紹光, 병음: Tan Shaoguang, 1835년 ~ 1863년)은 태평천국의 지도자 중 한 명으로 모왕에 봉해졌다.

## 생애
광서성 계평현 출신의 좡족이다. 1851년, 금전봉기에 참가했다. 그후, 충왕 이수성의 부장이 되었고, 1858년, 강북대영 격파와 소주 · 항주 공략에 공을 세웠다. 1861년에 건천의(建天義)에, 이어 모왕(慕王)에 봉해졌다. 이수성이 천경 방어를 위해 돌아갔기 때문에 대리로 소주에 주둔했다. 1862년, 상하이를 공격했지만, 영국인과 프랑스인 연합군에 패했다. 이어, 유명전이 이끄는 회군에 패배했기 때문에 상해 침공을 포기하고 태창 · 곤산을 전전했다.
1863년 가을, 이홍장 이끄는 회군과 찰스 고든이 이끄는 상승군에 의해 소주가 포위되면 부장인 납왕(納王) 고영관 등이 담소광을 살해하고, 투항했다.

## 같이 보기
- 삼하 전투 (1858)
- 제2차 강남대영 공략 (1860)
- 상해 전투 (1861년)